# Jeldzino
Jeldzino (kaszb. Jeldzëno, niem. Gelsin) – wieś kaszubska w Polsce położona w województwie pomorskim, w powiecie puckim, w gminie Krokowa. W skład sołectwa Jeldzino wchodzi również miejscowość Glinki.
W latach 1975–1998 miejscowość administracyjnie należała do województwa gdańskiego.

## Historia
Pierwsze informacje na temat wsi pochodzą z 1279 roku. W 1288 roku książę pomorski Mściwój II przekazał wieś rodowi Krokowskich i pozostawała ona w ich rękach aż do XIX wieku. Mieszkańcy wsi byli zobowiązani do pracy na dzierżawionych gruntach i szarwarku na rzecz dworu.